# 윌리엄 캐리

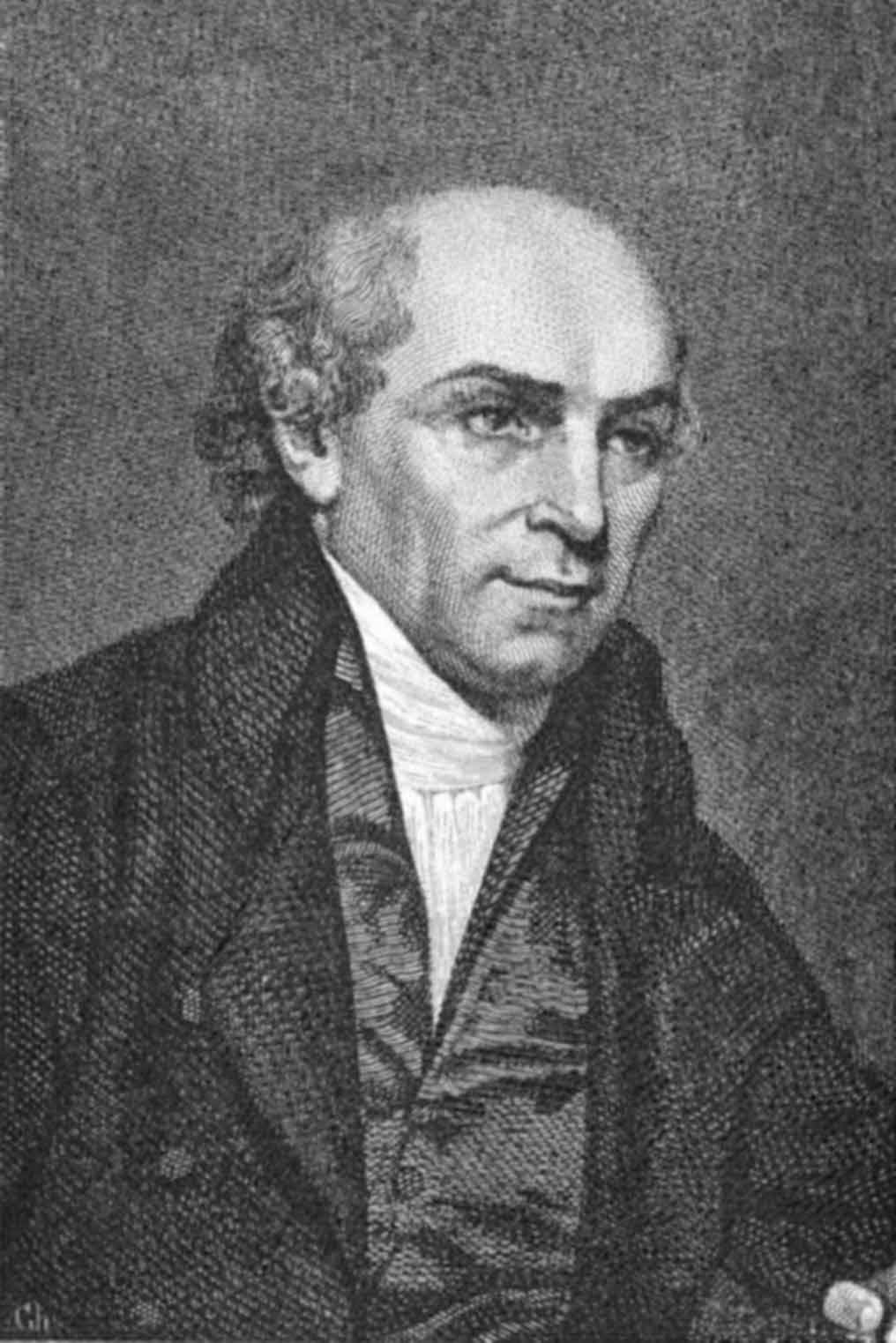

윌리엄 캐리(William Carrey 1761년 8월 17일~1834년 6월 9일)는 인도에서 활동한 영국 침례교 선교사이며 번역가, 사회개혁가, 그리고 문화 인류학자이다. 개신교 현대선교의 아버지로 불린다.

## 생애
- 1761년 영국 노샘프턴 파울러스퓨리(paulerspury) 태생
- 1779년 2월 10일, 그의 나이19세에 한 기도모임 중 예수 그리스도를 영접함
- 1783년 10월 5일, 존 라일랜드 목사에게 침례 받음
- 1793년 개신교 역사상 최초의 해외선교회인 침례교 선교회(BMS) 설립
- 1793년 인도 선교사로 자원하여 파송되었으나, 선교사의 입국을 꺼리는 동인도회사와의 갈등으로 덴마크령인 세람푸르에서 활동해야 하였다.
  - 더딘 전도, 동역한 의사의 선교비용 횡령, 아내 도로시의 우울증으로 어려움을 겪음.
- 1810년 세람푸르 대학교(The Serampore College) 설립
- 1834년 세람푸르에서 별세

## 저작
- "이교도 선교 방법론: 이교도 개종 방법을 모색하는 그리스도인의 책임에 관한 연구, 1791년" "An Enquiry into the Obligations of Christians to Use Means for the Conversion of the Heathens" - 프로젝트 구텐베르크
- 힌디어 성서
- 산스크리트어 고전의 영역본
- 인도 내 6개 방언 사전과 문법서

## 같이 보기
- 윌리엄 캐리 국제대학교